# Robert Beltran
Robert Adame Beltran (ur. 19 listopada 1953 w Bakersfield, w Kalifornii) – amerykański aktor filmowy, telewizyjny i teatralny pochodzenia meksykańskiego. Popularność zdobył w roli komandora Chakotaya, pierwszego oficera statku kosmicznego Voyager, w serialu Star Trek: Voyager (1995–2001). Założyciel East LA Classic Theatre Group, przez dziesięciolecia występował w wielu sztukach szekspirowskich w Los Angeles Theatre Center, California Shakespeare i American Conservatory Theatre. Zaangażowany w działalność charytatywną wspierającą stowarzyszenia wspierające osoby z zespołem Downa w Los Angeles.

## Filmografia
| Filmy |                                                 |                                          |                                    |                      |                   |
| Rok   | Tytuł oryginalny                                | Tytuł polski                             | Rola                               | Uwagi                | Źródło            |
| 1981  | Zoot Suit                                       | –                                        | Lowrider                           |                      | [ 1 ] [ 4 ] [ 5 ] |
| 1982  | Eating Raoul                                    | Oberża                                   | Raoul Mendoza                      |                      | [ 4 ] [ 5 ]       |
| 1983  | Lone Wolf McQuade                               | Samotny wilk McQuade                     | Arcadio „Kayo” Ramos               |                      | [ 4 ] [ 5 ]       |
| 1984  | Night of the Comet                              | Noc komety                               | Hector Gomez                       |                      | [ 4 ] [ 5 ]       |
| 1985  | Latino                                          | –                                        | Eddie Guerrero                     |                      | [ 4 ] [ 5 ]       |
| 1987  | Slam Dance                                      | Morderczy korowód                        | Frank                              |                      | [ 4 ] [ 5 ]       |
| 1987  | Gaby: A True Story                              | Gaby. Historia prawdziwa                 | Luis                               |                      | [ 4 ] [ 5 ]       |
| 1988  | The Bulldance                                   | –                                        | Jack                               |                      | [ 3 ] [ 4 ] [ 5 ] |
| 1989  | Scenes from the Class Struggle in Beverly Hills | Klasowo-łóżkowe potyczki w Beverly Hills | Juan                               |                      | [ 4 ] [ 5 ]       |
| 1990  | El Diablo                                       | –                                        | El Diablo                          |                      | [ 4 ] [ 5 ]       |
| 1991  | Kiss Me a Killer                                | Śmiertelny pocałunek                     | Tony Montero                       |                      | [ 2 ] [ 5 ]       |
| 1991  | To Die Standing                                 | –                                        | Juan Delgado                       |                      | [ 5 ]             |
| 1991  | Bugsy                                           | –                                        | Alejandro                          |                      | [ 4 ] [ 5 ]       |
| 1995  | Nixon                                           | –                                        | Frank Sturgis, włamywacz Watergate |                      | [ 4 ] [ 5 ]       |
| 1997  | Managua                                         | –                                        | Ramon                              |                      | [ 4 ] [ 5 ]       |
| 1997  | Trekkies                                        | –                                        | (on sam)                           | film dokumentalny    | [ 3 ] [ 4 ] [ 5 ] |
| 1999  | Luminarias                                      | –                                        | Joe                                |                      | [ 4 ] [ 5 ]       |
| 2009  | Repo Chick                                      | –                                        | Aguas                              |                      | [ 4 ] [ 5 ]       |
| 2009  | Taking Chances                                  | Lokalni patrioci                         | Joseph Sleeping Bear               |                      | [ 4 ] [ 5 ]       |
| 2013  | Free Birds                                      | Skubani                                  | wódz Massasoit (głos)              |                      | [ 2 ] [ 4 ] [ 5 ] |
| 2018  | Magic Lantern                                   | –                                        | Ed                                 |                      | [ 5 ]             |
| 2020  | Butterflies                                     | –                                        | James                              | film krótkometrażowy | [ 5 ]             |

| Produkcje telewizyjne |                           |                               |                            |                                                       |             |
| Rok                   | Tytuł oryginalny          | Tytuł polski                  | Rola                       | Uwagi                                                 | Źródło      |
| 1984                  | Calendar Girl Murders     | Nienasycony                   | Mooney                     | film telewizyjny                                      | [ 4 ] [ 5 ] |
| 1984                  | The Mystic Warrior        | –                             | Ahbleza                    | film telewizyjny                                      | [ 4 ] [ 5 ] |
| 1985                  | Street Hawk               | Uliczny jastrząb              | Marty Walsh                | trwający 1,5 h odcinek pilotażowy                     | [ 4 ] [ 5 ] |
| 1986                  | The Family Martinez       | –                             | Hector Martinez            | film telewizyjny                                      | [ 5 ]       |
| 1987                  | CBS Summer Playhouse      | –                             | Howard Thunder             | serial telewizyjny, odcinek: „Barrington”             | [ 5 ]       |
| 1987                  | Private Eye               | –                             | Miguel Brojas              | serial telewizyjny, odcinek: „Barrio Nights”          | [ 5 ]       |
| 1988                  | The Bronx Zoo             | –                             | Mike                       | serial telewizyjny, odcinek: „A Day in the Life”      | [ 3 ] [ 5 ] |
| 1989                  | Miami Vice                | Policjanci z Miami            | Amendez                    | serial telewizyjny, odcinek: „Freefall”               | [ 4 ] [ 5 ] |
| 1990                  | Sisters                   | –                             | Mike Perez                 | film telewizyjny                                      | [ 3 ] [ 5 ] |
| 1990                  | El Diablo                 | –                             | El Diablo                  | film telewizyjny                                      | [ 5 ]       |
| 1990                  | Midnight Caller           | Rozmowy po północy            | Carlos Valenzuela          | serial telewizyjny                                    | [ 4 ] [ 5 ] |
| 1991                  | The Chase                 | Pościg                        | Mike Silva                 | film telewizyjny                                      | [ 4 ] [ 5 ] |
| 1991                  | Veronica Clare            | –                             | Duke Rado                  | serial telewizyjny                                    | [ 5 ]       |
| 1991                  | La Pastorela              | –                             | Luzbel                     |                                                       | [ 4 ] [ 5 ] |
| 1992                  | Stormy Weathers           | –                             | Gio                        | film telewizyjny                                      | [ 4 ] [ 5 ] |
| 1993                  | Shadow Hunter             | Łowca cieni                   | Frank Totsoni              | film telewizyjny                                      | [ 4 ] [ 5 ] |
| 1993                  | Rio Shannon               | –                             | Tito Carson                | film telewizyjny                                      | [ 4 ] [ 5 ] |
| 1993–1994             | Murder, She Wrote         | Napisała: Morderstwo          | Frank Garcia / ks. Michael | serial telewizyjny                                    | [ 4 ] [ 5 ] |
| 1994                  | Lois & Clark              | Nowe przygody Supermana       | Fuentes / Murphy           | serial telewizyjny                                    | [ 4 ] [ 5 ] |
| 1994                  | Models, Inc.              | Agencja modelek               | porucznik Louis Soto       | serial telewizyjny                                    | [ 4 ] [ 5 ] |
| 1994                  | State of Emergency        | Stan pogotowia                | Raoul Hernandez            | film telewizyjny                                      | [ 4 ] [ 5 ] |
| 1995                  | Runway One                | –                             | Ramon Perez                | film telewizyjny                                      | [ 3 ] [ 5 ] |
| 1995–2001             | Star Trek: Voyager        | –                             | komandor Chakotay          | serial telewizyjny, 172 odcinki                       | [ 4 ] [ 5 ] |
| 2003                  | CSI: Miami                | CSI: Kryminalne zagadki Miami | sędzia Ojeda               | serial telewizyjny, odcinek: „Tinder Box”             | [ 4 ] [ 5 ] |
| 2005                  | Manticore                 | Mantykora: Legendarny potwór  | sierżant Tony Baxter       | film telewizyjny                                      | [ 4 ] [ 5 ] |
| 2007                  | Fire Serpent              | Ognisty przybysz              | Cooke                      | film telewizyjny                                      | [ 4 ] [ 5 ] |
| 2007                  | Medium                    | –                             | ks. Armando Avilar         | serial telewizyjny, odcinek: „Whatever Possessed You” | [ 4 ] [ 5 ] |
| 2007                  | Cry of the Winged Serpent | –                             | ks. Juan                   | film telewizyjny                                      | [ 4 ] [ 5 ] |
| 2009–2011             | Big Love                  | Trzy na jednego               | Jerry Flute                | serial telewizyjny                                    | [ 4 ] [ 5 ] |
| 2012                  | Young Justice             | Liga Młodych                  | Maurice Bodaway (głos)     | serial telewizyjny, odcinek: „Beneath”                | [ 4 ] [ 5 ] |
| 2022                  | Star Trek: Prodigy        | –                             | Kapitan Chakotay (głos)    | serial telewizyjny, odcinek: „Kobayashi”              | [ 4 ] [ 5 ] |

| Gry wideo |                                  |              |                          |       |        |
| Rok       | Tytuł oryginalny                 | Tytuł polski | Rola                     | Uwagi | Źródło |
| 2000      | Star Trek: Voyager – Elite Force | –            | komandor Chakotay (głos) |       | [ 5 ]  |